# Ungarische Staatsangehörigkeit
Der Besitz der ungarischen Staatsangehörigkeit (állampolgárság) bestimmt die rechtliche Zugehörigkeit einer natürlichen Person zum ungarischen Staatsverband mit entsprechenden Rechten und Pflichten. Das seit 1879 in moderner Form existierende ungarische Staatsangehörigkeitsrecht folgt dem Abstammungsprinzip (ius sanguinis) und ist hinsichtlich der Diaspora seit 2011 inklusiv. Hierdurch will man den territorialen Veränderungen in der ersten Hälfte des 20. Jahrhunderts Rechnung tragen.
Ungarn sind seit 2004 auch EU-Bürger.

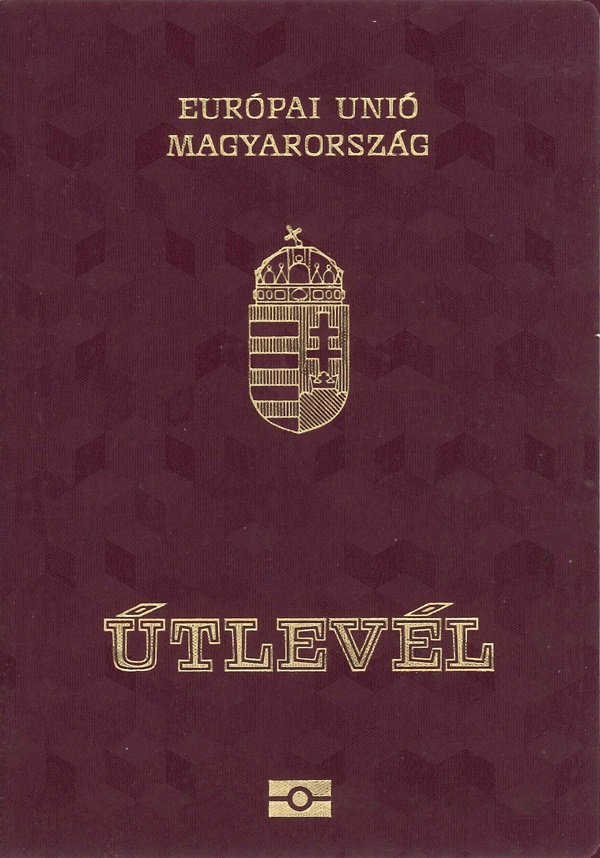
Ungarischer Reisepass

## Historisches

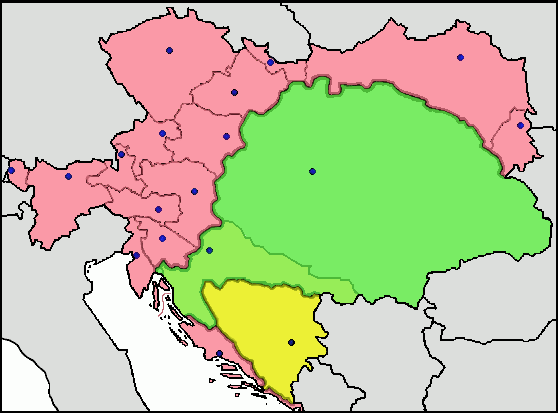
Die ungarische Reichshälfte der Habsburgermonarchie 1867–1918 in grün.

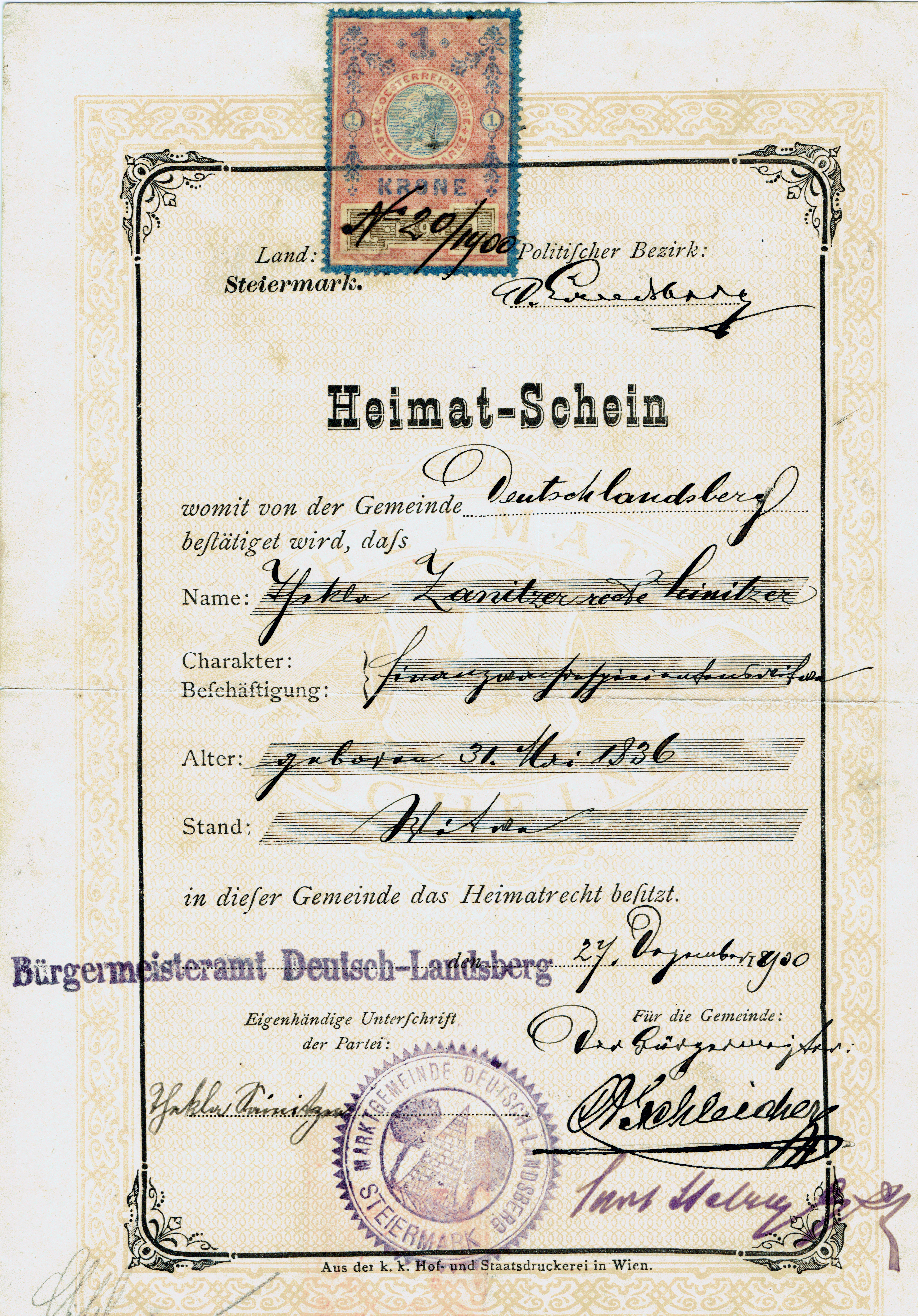
K.u.k-Heimatschein von 1900 aus der Steiermark.

Bereits im alten ungarischen Königreich unter Johann Sigismund Zápolya hatte es seit 1542 bzw. 1550 Vorschriften gegeben, wie ein Ausländer naturalisiert werden konnte. Eine Verleihung eines Adelsrangs durch den König (in Form einer végzemény) war Eidesleistung vor dem Landtag oder Kanzler und Zahlung einer Gebühr zu bestätigen. Danach wurde ein diploma indigenatus ausgestellt. Weniger formell war das Verfahren für Nicht-Adlige. Diese ersaßen Rechte (indigenatus successivus) durch langjährigen Aufenthalt und Steuerzahlung oder als Amtsträger einer freien Stadt. Implizit war hierbei Grundbesitz Voraussetzung. Für Hintersassen genügte die Ansiedlungserlaubnis des lokalen Fürsten. Man versuchte durch Steuerbefreiung aktiv Arbeitskräfte anzulocken.
Nachdem durch den französischen Code civil 1803 erstmals eine moderne, d. h. nicht auf feudalen Prinzipien basierende Staatsangehörigkeit geschaffen worden war, sahen sich die Kriegsgegner Napoleon Bonapartes gezwungen, ähnliche Reformen einzuführen, um ihren hochadligen Kopf nicht zu verlieren. Mit Annahme des österreichischen Allgemeinen bürgerlichen Gesetzbuchs 1812 wurden dessen Bestimmungen über die „Bürgeraufnahme“ in Ungarn erst 1848 einschlägig. Die Einbürgerungsmöglichkeiten durch Antritt eines Gewerbes oder eines öffentlichen Amtes sowie durch stillschweigende zehnjährige „Ersitzung“ schaffte man 1867 ab. Auch der weiter bestehende Heiratskonsens war von Bedeutung. Bürgerrechte und damit den Anspruch auf Fürsorge erhielt, wer das Heimatrecht einer Gemeinde hatte, worüber ein Heimatschein ausgestellt wurde, der in Mitteleuropa auch als Reisepass genutzt werden konnte.
Der Innenminister stellte Einbürgerungsurkunden unter den Voraussetzungen aus, dass der Kandidat fünf Jahre im Lande gewohnt und ein Heimatrecht hatte, erklärte nicht Untertan eines anderen Staates zu sein, Steuern zahlte, solvent und guten Charakters war. Es war ein Treueeid zu leisten.
Wie international üblich, schlossen Änderungen im Status eines volljährigen, wirtschaftlich freien Mannes (also nicht Dienstboten oder Lehrlinge usw.) auch die Ehefrau und Kinder mit ein.

### Staatsangehörigkeitsgesetz 1879

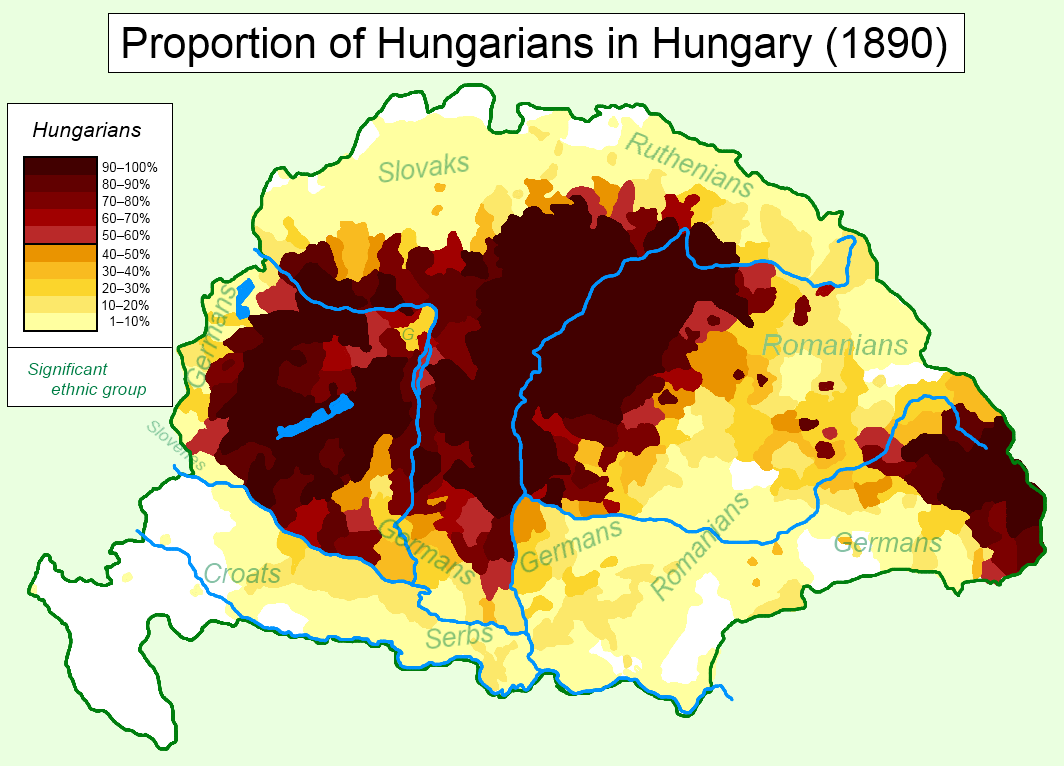
Verteilung der Ethnien im Königreich Ungarn 1890.

Der österreichisch-ungarische Ausgleich gab Budapest weitgehende Gesetzgebungskompetenz. Ein Staatsangehörigkeitsgesetz wurde ab 1870 beraten und wurde Ende 1879 verabschiedet. Es trat am 5. Januar 1880 in Kraft. Als Vorbild hatte man sich die deutschen Vorschriften von 1870 genommen.
Ungarischer Staatsangehöriger wurde man durch Abstammung, Vaterschaftsanerkennung, Einbürgerung oder Einheirat von Frauen. Das System der Heimatscheine blieb bestehen. Automatisch ungarischer Staatsbürger wurde jeder Mann (mit Familie), der bei Inkrafttreten in mindestens einer ungarischen Gemeinde 5 Jahre gelebt und Steuern gezahlt hatte, außer er wies innerhalb eines Jahres seine Ausländereigenschaft nach.
Ab Geburt, also Abstammung, wurde jedes eheliche Kind eines Ungarn oder jedes uneheliche Kind einer Ungarin Staatsangehöriger. Dabei spielt der Geburtsort keine Rolle.
Als Voraussetzung für Einbürgerungen, zuständig waren der Innenminister oder der Gouverneur von Kroatien, verlangte man guten Charakter, Solvenz und fünf Jahre Wohnsitz bei gleichzeitiger Steuerzahlung. Erst nach zehn Jahren erhielt der männliche Neubürger dann das Wahlrecht zum Unterhaus, abhängig von Zensus. Wiedereinbürgerungen erfolgten bis 1922 ebenfalls unter den genannten Bedingungen.
Verlustig gehen konnte man der Staatsangehörigkeit durch Entlassung (auf Antrag), Entzug von Amts wegen, langjährigen Auslandsaufenthalt sowie Vaterschaftsanerkennung durch oder für Frauen Heirat mit einem Ausländer. Nicht vorgesehen waren als Verlustgründe die Annahme einer fremden Staatsbürgerschaft oder Adoption durch einen Ausländer.
Entzug von Amts wegen erfolgte durch Entscheidung des Innenministers wenn der Betroffene gegen ungarische Interessen gehandelt hatte. Der in anderen Staaten übliche Verlustgrund der Annahme einer ausländischen Beamtenstelle, existierte in Ungarn nur, wenn vorher keine Genehmigung eingeholt worden war und nach amtlicher Aufforderung nicht beendet wurde. Ebenso wenig gab es den strafweisen Entzug.
Entlassungen für Auswanderer wurden durch den Innenminister nur gewährt, wenn Wehr- und Steuerpflicht erfüllt waren. Sie wurden erst durch persönliche Übergabe der Bescheinigung wirksam. Danach hatte der Antragsteller ein Jahr Zeit, das Land permanent zu verlassen (oder konnte die Entlassung durch Erklärung widerrufen). Verheiratete Frauen konnten für sich allein eine Entlassung beantragen. Sofern sie gewährt wurde, bedurfte die Einbeziehung von Kindern der Zustimmung des Vaters.
Ab 1892 mussten Auswanderer in den österreichischen Reichsteil, das Deutsche Reich oder Serbien die Vorabgenehmigung der jeweiligen Regierung vorlegen.
Als langjähriger Auslandsaufenthalt galten: als Volljähriger zehn Jahre entweder nach Inkrafttreten des Gesetzes oder zehn Jahre nach Ablauf des üblicherweise ein Jahr gültigen Reisepasses. Eine Anmeldung bei einem k.u.k-Konsulat unterbrach die Frist.
Frauen, die eingeheiratet hatten blieben auch als Geschiedene oder Witwen Staatsangehörige. Wer durch Auslandsaufenthalt oder, als Frau, durch Heirat ihre Staatsangehörigkeit verloren hatte, konnte auf Antrag im vereinfachten Verfahren wieder eingebürgert werden.
Gesetzes- und Gebietsveränderungen
Die Bestimmungen von 1879 blieben im Kern bis 1948 unverändert.
Wichtigere Änderungen waren die Vorschriften über kollektive Wiedereinbürgerungen der Szekler und Tschangos, das Gesetz 17 von 1922, das die Bestimmungen im Vertrag von Trianon abmilderte sowie Gesetze № 4 und 13 von 1939, die gewisse Personenkreise vom Staatsbürgerschaftsgesetz ausschloss, aber auch den automatischen Verlust bei Annahme einer fremden Staatsangehörigkeit einführte. Neu war auch die Bestimmung, dass Ausbürgerungen erfolgen konnten, wenn ein Ungar ins Ausland „desertierte“.
Ein wichtiges Nachweisinstrument in Staatsbürgerschaftssachen bei der Neugliederung Zentraleuropas 1919 bis 1923 blieb das durch den Heimatschein nachgewiesene Heimatrecht eines Einwohners der vormaligen Habsburgermonarchie. Die Kompetenz zu entscheiden, wer wo Heimatrecht hatte, ging 1922 von den einzelnen Kommunen auf den Innenminister über.

Territoriale Gewinne Ungarns in den Jahren von 1938 bis 1941.

Gemäß den allgemeinen Regeln zur Staatensukzession kam es nach 1938 zu massenhaften, automatischen Einbürgerungen. Die Pariser Friedenskonferenz 1946 machte die Abtretungen wieder rückgängig.
Sie begannen mit dem ersten Wiener Schiedsspruch vom 2. November 1938. An Ungarn abzutreten war von der Slowakei das Gebiet, in dem gemäß der letzten Volkszählung zur Zeit Österreich-Ungarns im Jahr 1910 die Ungarn mindestens 50 % ausmachten. Nach 1945 wurde hier nur ein „Bevölkerungsaustausch“ gestattet, bei dem 68.407 Ungarn im Austausch gegen Slowaken nach Ungarn umgesiedelt wurden. Weitere 31.780 Ungarn wurden vertrieben, weil sie erst nach dem Schiedsspruch in diese Gebiete gekommen waren.
Durch den zweiten Wiener Schiedsspruch vom 30. August 1940 wurden von Rumänien die nord- und östlichen Teile Siebenbürgens sowie weitere Landkreise an Ungarn abgetreten. In Rest-Rumänien lebende ethnische Ungarn erhielten die Option, für Ungarn zu optieren. Das galt analog ab 1941 auch für Jugoslawien.

### 1948 bis 1990
Die meisten der deutschstämmigen Ungarn wurden zwischen 1945 und 1948 vertrieben. Danach wurden die verbleibenden Deutschen in Ungarn durch die Aberkennung ihrer Staatsbürgerschaft staatenlos. Erst ab 1950 bekamen sie Personalausweise und wurden wieder als Staatsbürger anerkannt. Diskriminierungen hielten jedoch an.
Staatsbürgerschaftsgesetz 1946
Ein neues Staatsbürgerschaftsgesetz erging 1946. Der Verlustgrund des langjährigen Auslandsaufenthalts fiel weg, sonst änderte sich wenig. Ausbürgerungen wurden auch möglich, wenn ein im Ausland lebender Ungar 30 bzw. 60 Tage nach amtlicher Aufforderung nicht bei einer heimatlichen Behörde erschien.
Neu war, dass in Ungarn geborene Kinder ausländischer Eltern, wenn diese nicht die Staatsangehörigkeit der Eltern erhalten konnten, Ungarn wurden, sofern die Eltern fünf Jahre im Lande gelebt hatten.
Um Problemfälle, die sich aus den Gebietsänderungen ergaben, einfach lösen zu können, bestimmte man, dass alle Personen, die in den Grenzen k.u.k-Ungarns geboren waren und vor dem 15. September 1947 ihren Wohnsitz in Rest-Ungarn genommen hatten, durch einfachen Antrag Ungarn werden konnten. 1948 wurde das Gemeindeheimatrecht endgültig abgeschafft.  Die volle Gleichstellung unehelicher Kinder wurde 1948 ins Gesetz geschrieben.
Hunderttausende, nach regierungsamtlicher Sprachregelung „Konterrevolutionäre“ verließen das Land 1956 unerlaubt. Sie wurden ab Anfang 1957 ausgebürgert bzw. verloren ihre Staatsangehörigkeit wenn sie als Flüchtling die Staatsangehörigkeit eines anderen Staates erhielten. Möglich waren Ausbürgerungen bei Auslandsaufenthalt auf Grund der älteren Vorschriften, die für die Vertreibungen erlassen worden waren.
Staatsbürgerschaftsgesetz 1957
Der gesellschaftliche Fortschritt im Sozialismus zeigte sich in der Gesetzesänderung zum 1. Oktober 1957. Die Gleichberechtigung führte dazu, dass Ungarinnen, die einen Ausländer heirateten, dadurch nicht mehr ihre Staatsbürgerschaft verloren. Auch wurde die Staatsangehörigkeit nun immer auch über die Mutter vererbt.
Die Verlustgründe wurden auf Entlassung auf Antrag oder Aberkennung nach Verurteilung wegen eines Schwerverbrechens im In- oder Ausland eingeschränkt. Die Kompetenz für Aberkennungen ging an den Präsidialrat über.
Einbürgerung von Arbeitsmigranten fanden zu Zeiten der Volksrepublik kaum statt. Die meisten Fälle hatten ihre Gründe in Heirat oder Rückwanderung.
Innerhalb des Ostblocks versuchte man die Mehrstaatlichkeit so weit wie möglich durch Optionspflichten zu verringern. Mit der Sowjetunion schloss man am 24. August 1957 und am 21. Januar 1963 Abkommen, die Fragen des Status der Doppelstaatler klärten. Es folgten ähnliche mit der CSSR und 1980 Rumänien. Letzteres machte es kompliziert für ethnische Ungarn, die aus Rumänien nach Ungarn übersiedelten, sich einbürgern zu lassen. Sämtliche dieser Verträge wurden zwischen 1989 und 1993 aufgekündigt.
In Ausführungsverordnungen bestimmt wurde, dass Auswanderer auf ihre Rentenansprüche und Staatsangehörigkeit verzichten sollten.

## Seit 1990
Alle gemäß den von 1947 bis 1957 ergangenen Vorschriften Ausgebürgerte können, durch Abgabe einer an den Präsidenten gerichteten Erklärung ihre ungarische Staatsangehörigkeit wieder aufleben lassen. Effektiv ist dies ab Erklärungsdatum.
Seit 1992 gibt es ein zentrales inländisches Melderegister, das von Behörden abgefragt werden kann. Ein entsprechender Eintrag dort reicht normalerweise, die ungarische Staatsangehörigkeit glaubhaft zu machen.

### Staatsbürgerschaftsgesetz 1993
Eine Neuregelung brachte das Staatsbürgerschaftsgesetz 1993, das in geänderter Form heute gilt. In § 1 wurde die willkürliche Aberkennung der Staatsangehörigkeit ausdrücklich untersagt. Kleinere Änderungen 2001 und 2009 passten das Gesetz an die Staatenlosenkonventionen an, denen Ungarn beigetreten war.
Automatisch Ungarn wurden vor dem 1. Januar 1957 von einer Ungarin Geborene, wenn sie wegen ihres ausländischen Vaters die ungarische Staatsangehörigkeit nicht ab Geburt erhalten hatten.

#### Einbürgerungen
Es gibt weiterhin keine Vorschrift, dass andere Staatsangehörigkeiten bei Einbürgerung aufzugeben sind.
Voraussetzungen für Einbürgerungsanträge sind:
- Acht Jahre durchgehender Wohnsitz im Lande[29]
- Nachweis ausreichenden Einkommens und Wohnung
- „Guter Charakter“ und keine Vorstrafen oder anhängige Strafverfahren nach ungarischem Recht
- keine Bedrohung für die nationale Sicherheit
- Sozialkunde- und Sprachkenntnisse

Es gibt verkürzte Wartezeiten hinsichtlich des Wohnsitzes:
- 1 Jahr:
  - bis 2010: Personen ungarischer Abstammung
- 3 Jahre:
  - Ehepartner von Ungarn, die diese Zeit verheiratet waren (auch wenn verwitwet)
  - von Ungarn Adoptierte
  - Eltern(teile) von Minderjährigen mit ungarischer Staatsangehörigkeit
  - anerkannte Flüchtlinge (aber nicht subsidiär Schutzberechtigte)
- 5 Jahre:
  - als Ausländer in Ungarn geboren
  - vor dem 18. Geburtstag hier ansässig geworden
  - Staatenlose (die aber zuvor 3 Jahre auf eine Daueraufenthaltserlaubnis warten müssen). Seit 2001: Sind Staatenlose unter 19 und haben 5 Jahre im Lande gewohnt, genügt das vereinfachte Erklärungsverfahren.

Vereinfachte Einbürgerungen
Ohne jegliche Wohnsitzerfordernis (im Inland):
- Mit Ungarn Verheiratete können eingebürgert werden, wenn sie ohne gemeinsame Kinder zehn, mit Kindern fünf Jahre verheiratet sind. Auch hier ist die Sprachprüfung nötig.
- Seit 2011: Personen mit ungarischen Vorfahren in der Diaspora (s. u.).

Wenn es im nationalen Interesse ist, kann der Präsident auf Vorschlag der Kanzlei des Premierministers eine Einbürgerung ohne Wartezeit genehmigen. Auch in diesem Fall dürfen keine Vorstrafen vorliegen.
Verfahren
Die Sprachkenntnis und der „gute Charakter“ wird geprüft bei einem persönlichen Vorsprachetermin, der eine allgemeine Befragung mit einschließt. Seit 2017 werden alle Anträge von der annehmenden Gemeinde bzw. Konsulat weitergeleitet und zentral bei der Stadtverwaltung Budapest bearbeitet. Hinsichtlich „ausreichenden Einkommens und Wohnung“ haben die Beamten einen breiten Ermessensspielraum. Anträge sollen innerhalb drei Monaten an das Innenministerium weitergeleitet werden. Das Verfahren selbst ist heute gebührenfrei. Verlangt wird auch ein Strafregisterauszug des Herkunftslandes. Für die zweiteilige Sozialkundeprüfung wird seit 2012 eine Gebühr etwa in Höhe des halben gesetzlichen Mindestmonatslohn erhoben (2015: 170 €). Die eigentliche Einbürgerung gewährt nominell der Präsident durch Ausstellung einer Urkunde. Für letztere sind 3000 Forint fällig. Danach ist in der Wohnsitzgemeinde ein Treueid zu leisten. Gegen Ablehnungen, die auch keine Begründung enthalten, ist der Gerichtsweg nicht gegeben. Lediglich Verfahrensfragen können verwaltungsgerichtlich geklärt werden.
Sollte eine Einbürgerung durch Falschangaben erschlichen worden sein, so kann zwanzig Jahre (1993–2013: 10 Jahre) lang von Amts wegen die Aberkennung erfolgen. Der Widerruf wird im Staatsanzeiger veröffentlicht.
Anträge auf Entlassung sind formal an den Präsidenten zu richten, tatsächlich bearbeitet werden sie in der Zentralstelle in Budapest. Gewährt wird sie, wenn eine andere Staatsangehörigkeit erworben wird/werden soll und kein Wohnsitz im zentralen Melderegister eingetragen ist. Gegen Ablehnungen steht der Gerichtsweg offen. Der Antragsteller kann innerhalb von drei Jahren beantragen, die Entlassung rückgängig zu machen, falls keine andere Staatsangehörigkeit erworben wurde.

#### Diaspora
Bereits im Dezember 2004 gab es eine Volksabstimmung, deren Ziel es war, im Ausland lebenden Personen ungarischer Abstammung den Anspruch auf eine „Ungarn-Karte“ und begrenzte Bürgerrechte zu geben. Die Initiative scheiterte mangels Beteiligung. Angestoßen hatte sie der 1938 gegründete „Weltverband der Magyaren“ (Magyarok Világszövetsége).
Bald nach dem Wahlsieg der Fidesz 2010 stand das Thema wieder auf der Agenda. Die mit verfassungsändernder Zwei-Drittel-Mehrheit regierende Koalition setzte durch, dass der besagte Personenkreis, Sprachkenntnisse vorausgesetzt, auf Antrag im vereinfachten Verfahren (egyszerűsített honosítás) ungarische Papiere erhalten konnte. Aufgrund der EU-Mitgliedschaft Ungarns ist diese Unionsbürgerschaft für Bewohner der armen Nicht-EU-Nachbarländer attraktiv. Dies gilt besonders, da die doppelte Staatsbürgerschaft uneingeschränkt zulässig ist.
Seit 2012 haben Auslandsungarn auch das volle Wahlrecht. Bei einer Wohnbevölkerung von 9,86 Millionen in Ungarn und etwa 1,15 Mio. Bürgern im Ausland (11 ⅔ %) können deren Stimmen wahlentscheidend sein.

#### Wiedereinbürgerungen
Allein durch Erklärung Ungarn werden können:
- Vor dem 1. Oktober 1957 geborene Kinder einer ungarischen Mutter mit einem ausländischen Vater. (Deren Nachfahren haben einen Anspruch auf vereinfachte Einbürgerung.)
- Personen, die zwischen dem 15. September 1947 und 2. Mai 1990 wegen (illegaler) Ausreise ihre Staatsbürgerschaft verloren haben.

Ausdrücklich genannt sind als eine der Zielgruppen, diejenigen, die von den Ausbürgerungsvorschriften 1946–1948 und 1957 betroffen waren.

### Doppelstaatsbürgerschaft und die Nachbarländer

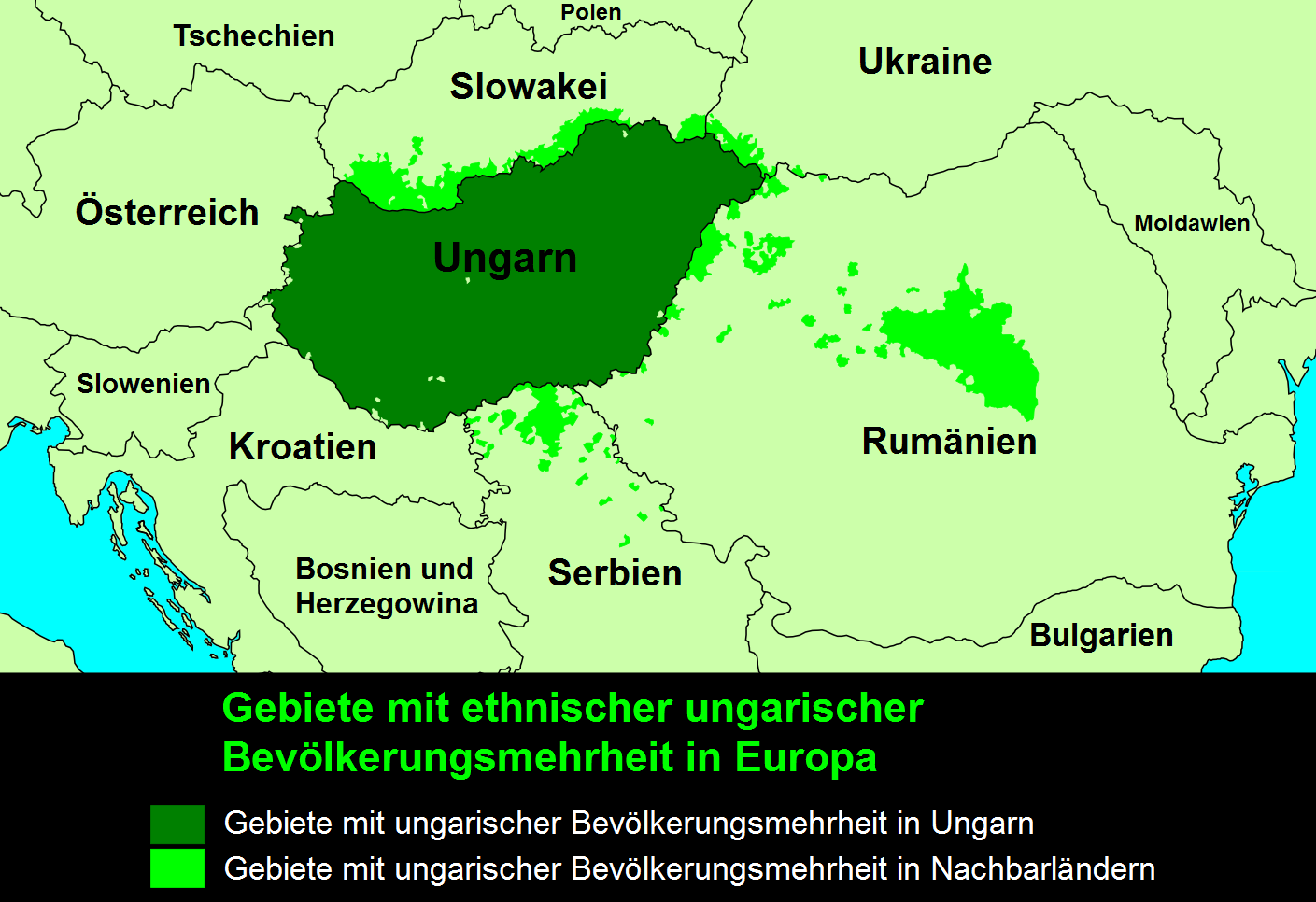
Gebiete mit ethnischer ungarischer Bevölkerungsmehrheit in Europa (gem. Volkszählungen 1991/2).

§ 6 Absatz 3 der ungarischen Verfassung verlangte, dass „sich die Republik Ungarn für das Schicksal der außerhalb der Landesgrenzen lebenden Ungarn verantwortlich fühlt und das Pflegen ihres Verbundenseins mit Ungarn fördert.“
Besonders in der Slowakei löste die ungarische Reform heftige politische Gegenreaktionen aus.

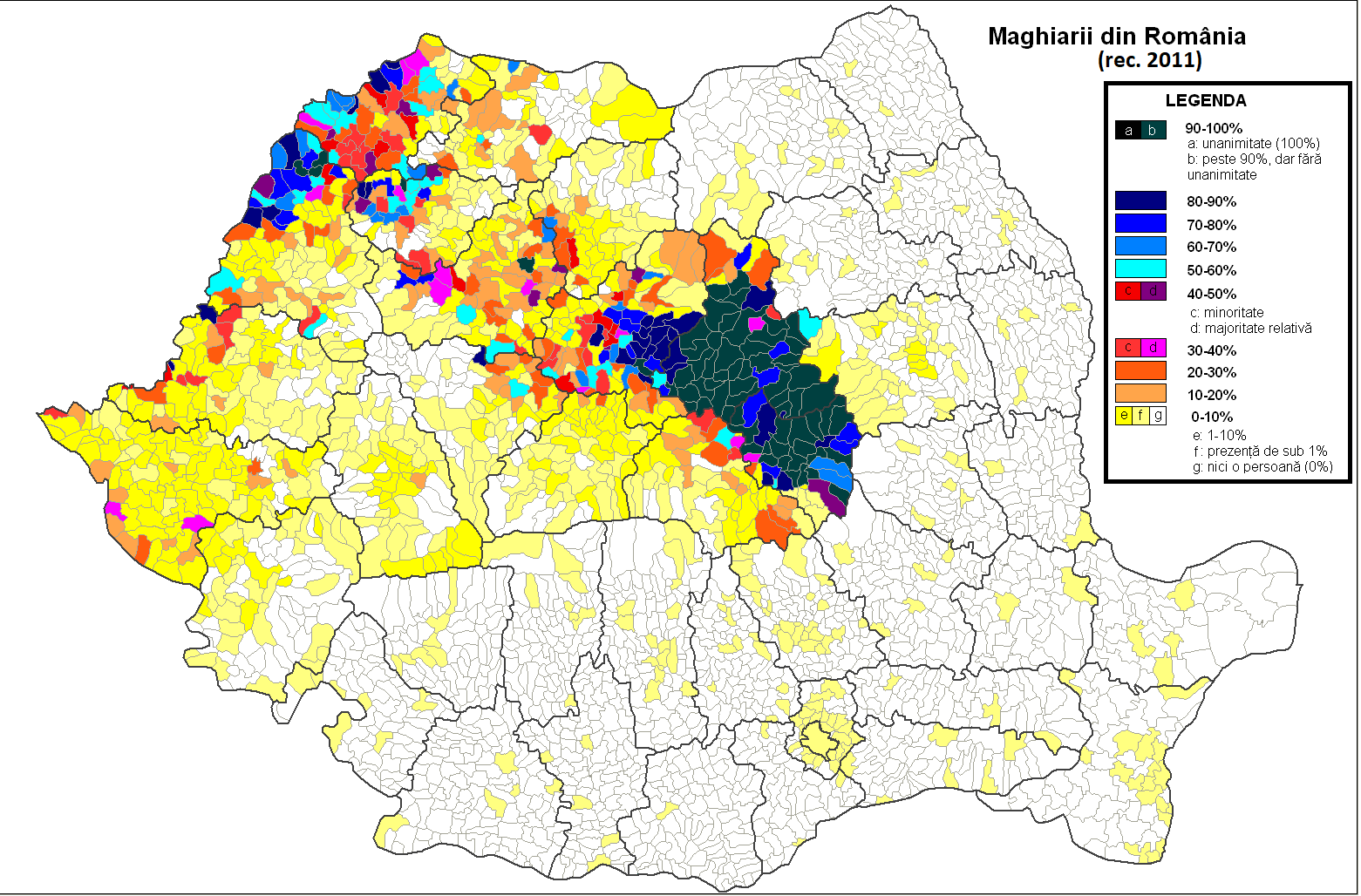
Ungarische Volkszugehörige in Rumänien (Volkszählungsdaten 2011).

Bei der Volkszählung in der Ukraine 2001 identifizierten sich 156.000 Personen als „Ungarn“. Sie stellen 12 % der Bevölkerung im Oblast Transkarpatien.
In Serbien leben die meisten Ungarn in der Vojvodina.
Die meisten Personen ungarischer Abstammung in Rumänien leben in Siebenbürgen. Die über 600.000 Szekler bilden eine distinkte Gruppe unter den rund 1,2 Millionen Magyaren im Lande. Durch Abwanderung hat ihre Zahl seit 2002 um rund zweihunderttausend abgenommen.

### Statistik
Die Zahl normaler Einbürgerungen fluktuierte zwischen 2008 und 2018 stark. Von zunächst ø über 8000 jährlich fiel sie 2010 auf knapp 6000, um dann im Rahmen der Liberalisierung 2011 bis 2012 auf rund 20.000 anzusteigen. Schon in den Vorjahren waren 78–84 % der Anträge im Rahmen des vereinfachten Verfahrens bearbeitet worden. Seitdem haben die Zahlen wieder kontinuierlich abgenommen. 2017 wurden 2787 Einbürgerungen genehmigt, davon waren 301 für Afrikaner sowie 2415 für Europäer; unter diesen wiederum 1757 Rumänen. 2018 gab es gut 3500 Neubürger. Mit 0,4 ‰ ist die Einbürgerungsquote am unteren Ende der EU.
Von 2007 bis 2010 beantragten 109 Personen die Feststellung ihrer Staatenlosigkeit, nachdem ein entsprechendes Verwaltungsverfahren eingeführt worden war. 56 Antragsteller wurden anerkannt. Die Anzahl von Einbürgerungen von Flüchtlingen, von 2011 bis 2015: 46 sowie Staatenlosen: 38 sind überschaubar. Auffallend sind hier deutlich höhere Ablehnungsquoten.
In den ersten drei Jahren von 2011 bis 2014 machten 370.000 Diaspora-Ungarn vom neuen vereinfachten Verfahren Gebrauch. Nach zehn Jahren hatten etwa 1,1 Mio. Personen so ungarische Papiere erhalten. Die durchschnittliche Ablehnungsrate liegt bei 1,5 %.
In der Ukraine hatten bis August 2015 120.000 ihren Anspruch auf die ungarische Staatsbürgerschaft und somit Zugang zur EU geltend gemacht. Dies, obwohl das ukrainische Recht die Doppelstaatsbürgerschaft verbietet. Etwa 130.000 serbische Staatsbürger haben von 2010 bis 2015 ungarische Papiere erhalten.